# Lamaceratops tereschenkoi
Lamaceratops tereschenkoi es la única especie conocida del género extinto  Lamaceratops  (“lama cara de cuerno”) de dinosaurio marginocéfalo bagaceratópsido, que vivió a finales del período Cretácico, hace aproximadamente 85 millones de años, en el Campaniense, en lo que es hoy Asia.
La validez de esta especie permanece en duda, ya que los fósiles pueden de hecho ser referenciables a Bagaceratops, fue encontrado en Mongolia, además posee un cuerno sobre la nariz como los miembros posteriores. Como otros de su grupo debe haberse alimentado de helechos, cycas y coníferas que predominaban en su época, a las que cortaba con su pico córneo.
Considerado como miembro de la familia Bagaceratopsidae, dentro de Ceratopsia, un grupo de dinosaurios herbívoros con picos similares a loros que vivieron en Asia durante el Cretáceo, creada alrededor del Bagaceratops, es más otros lo consideran como parte de este género. Su especie tipo es Lamaceratops tereschenkoi fue descrita por primera vez por Aliafanov en 2003. La validez de esta especie permanece en duda. Makovicky argumentó que hay poca evidencia para separar Lamaceratops de Bagaceratops, pero también señaló que no sería sorprendente encontrar que diferentes especies ocurrieron en diferentes localidades. Lamaceratops se describe desde la localidad de Khulsan en el valle de Nemegt, mientras que Bagaceratops se describe desde los lechos rojos en Khermeen Tsav.